# Alto Piquiri
Alto Piquiri è un comune del Brasile nello Stato del Paraná, parte della mesoregione del Noroeste Paranaense e della microregione di Umuarama. Si trova 599 a ovest della capitale dello Stato Curitiba.